# Bulbophyllum gibbosum
Bulbophyllum gibbosum é uma espécie de orquídea (família Orchidaceae) pertencente ao gênero Bulbophyllum. Foi descrita por Carl Ludwig Blume e John Lindley em 1830.